# هيلين كورين بيرغن
هيلين كورين بيرغن (بالإنجليزية: Helen Corinne Bergen)‏ هي ناقدة وصحفية وكاتِبة أمريكية، (ولدت في Delanco Township, New Jersey ‏ في الولايات المتحدة 1868 – القرن 20 م).